# Blodsvept
Blodsvept är ett musikalbum från 2013 av Finntroll. Det släpptes 22 mars 2013.

## Låtlista
1. "Blodsvept" – 4:29
2. "Ett folk förbannat" – 3:23
3. "När jättar marschera" – 4:07
4. "Mordminnen" – 3:24
5. "Rösets kung" – 3:15
6. "Skövlarens död" – 3:44
7. "Häxbrygd" – 3:52
8. "Två ormar" – 3:17
9. "Fanskapsfylld" – 2:59
10. "Midvinterdraken" – 5:37

Alla låtar skrivna av Katla (texter)/Finntroll (musik)

## Medverkande
Finntroll
- Tundra (Sami Uusitalo) – basgitarr
- Beast Dominator (Samu Ruotsalainen) – trummor
- Skrymer (Samuli Ponsimaa) – gitarr
- Trollhorn (Henri Sorvali) – keyboard, gitarr
- Routa (Mikael Karlbom) – gitarr
- Vreth (Mathias Lillmåns) – sång
- Virta (Aleksi Virta) – keyboard

Bidragande musiker
- Rickard Slotte – trumpet, trombone
- Tom Käldström – saxofon
- Olli Vänskä – violin

Produktion
- Henri Sorvali – producent
- Nino Larenne – inspelning, mixning
- Mikko Kymäläinen – inspelning
- Mika Jussila – mastering
- Katla (Jan Jämsen) – texter
- Skrymer – omslagsdesign, omslagskonst
- Jarmo Katila – foto